# Haematopus
Haematopus (strandskader) er en slægt af vadefugle. De cirka ni nulevende arter findes over alle kontinenter, bortset fra Antarktis. Den mest udbredte art, strandskade (Haematopus ostralegus), findes i Europa, Asien og New Zealand. Navnet Haematopus betyder 'med blodrøde ben' (af græsk haimatos 'blod' og pous 'fod').
Haematopus er den eneste slægt i familien Haematopodidae. Arterne minder meget om hinanden. De har alle røde ben og næb. Fjerdragten er enten helt sort eller broget sort/hvid. Alle strandskader har kun tre tæer, da de mangler storetå.
Strandskader lever hovedsagelig af muslinger og ledorme.

## Arter
De ni nulevende arter i slægten. Muligvis skal Haematopus finschi (Sydø-strandskade) fra New Zealand betragtes som en selvstændig art og ikke som underart til Haematopus ostralegus.
- Haematopus leucopodus, Magellanstrandskade
- Haematopus ater, Grovnæbbet strandskade
- Haematopus palliatus, Amerikansk strandskade
- Haematopus moquini, Afrikansk strandskade
- Haematopus ostralegus, Strandskade
- Haematopus longirostris, Australsk strandskade
- Haematopus unicolor, Newzealandsk strandskade
- Haematopus chathamensis, Chathamstrandskade
- Haematopus fuliginosus, Sodfarvet strandskade

## Uddød art
Indtil omkring 1940 levede kanarisk strandskade (Haematopus meadewaldoi) på de Kanariske Øer.

Årsagen til artens uddøen menes at være overfiskeri af bl.a. muslinger i tidevandszonen og menneskelig forstyrrelse samt prædation fra rotter og katte.

Også ægsamling menes at have bidraget. Æggene skulle have været meget eftertragtede pga deres smag.